# 2017年アブダビグランプリ
2017年アブダビグランプリ (2017 Abu Dhabi Grand Prix) は、2017年のF1世界選手権第20戦（最終戦）として、2017年11月26日にヤス・マリーナ・サーキットで開催された。
正式名称は「2017 FORMULA 1 ETIHAD AIRWAYS ABU DHABI GRAND PRIX」。

## レース前
このレースでピレリが供給するドライタイヤのコンパウンドは、ソフト、スーパーソフト、ウルトラソフトの3種類。
F1最後のレースとなるフェリペ・マッサは、ブラジル国旗のカラーリングをメタリックな塗装で仕上げた特別仕様のヘルメットを使用する。
2018年シーズンに関する動向
- トロ・ロッソは、ピエール・ガスリーとブレンドン・ハートレイの両者を継続起用することを発表した[4]。
- ピレリは、ドライタイヤのコンパウンドを7種類にすることを発表。従来の「ウルトラソフト」「スーパーソフト」「ソフト」「ミディアム」「ハード」に最も柔らかい「ハイパーソフト」と最も固い「スーパーハード」が追加される。識別カラーはスーパーハードがオレンジ、ハイパーソフトがピンクとなり、従来オレンジだったハードはアイスブルーに変更される[5]。
- シャークフィンの廃止が決定した[6]。

## フリー走行
開催日時は現地時間 (UTC+4、以下同じ）。

### 1回目(FP1)
2017年11月24日 13:00
気温27度、路面温度43度、快晴のドライコンディション。
このセッションのみ参加したドライバーは以下の通り。
- フォース・インディア - No.35 ジョージ・ラッセル（エステバン・オコンに代わって出走）
- ハース - No.50 アントニオ・ジョヴィナッツィ（ケビン・マグヌッセンに代わって出走）

トロ・ロッソはブレンドン・ハートレイのマシンに9基目のMGU-Hを投入。これによりデビューから4戦連続のグリッド降格となる。トップタイムはセバスチャン・ベッテルの1:39.006。

### 2回目(FP2)
2017年11月24日 17:00
気温25度、路面温度32度、晴天のドライコンディション。
ルイス・ハミルトンは自身が2011年の予選で記録したコースレコードを上回る1:37.877を出してトップタイムとなった。しかし、セッション後半のロングランでは振動に悩まされ、時折1分42秒台を出したベッテルとダニエル・リカルドに対し、1分43秒台しか出せなかった。

### 3回目(FP3)
2017年11月25日 14:00
気温25度、路面温度43度、ドライコンディション。
セッション中盤、強風の影響でターン8にパラソルが侵入したためバーチャルセーフティカー(VSC)が導入されるハプニングがあった。セッション終盤にハミルトンが1分37秒627のトップタイムを記録した。

## 予選
2017年11月25日 17:00
気温24度、路面温度31度、ドライコンディション
バルテリ・ボッタスが2戦連続（シーズン及び通算4回目）のポールポジションを獲得した。

### 結果
| Pos.                | No. | ドライバー                 | コンストラクター                | Q1       | Q2       | Q3       | Grid |
| ------------------- | --- | -------------------------- | ------------------------------- | -------- | -------- | -------- | ---- |
| 1                   | 77  | バルテリ・ボッタス         | メルセデス                      | 1:37.356 | 1:36.822 | 1:36.231 | 1    |
| 2                   | 44  | ルイス・ハミルトン         | メルセデス                      | 1:37.391 | 1:36.742 | 1:36.403 | 2    |
| 3                   | 5   | セバスチャン・ベッテル     | フェラーリ                      | 1:37.817 | 1:37.023 | 1:36.777 | 3    |
| 4                   | 3   | ダニエル・リカルド         | レッドブル-タグ・ホイヤー       | 1:38.016 | 1:37.583 | 1:36.959 | 4    |
| 5                   | 7   | キミ・ライコネン           | フェラーリ                      | 1:37.453 | 1:37.302 | 1:36.985 | 5    |
| 6                   | 33  | マックス・フェルスタッペン | レッドブル-タグ・ホイヤー       | 1:38.021 | 1:37.777 | 1:37.328 | 6    |
| 7                   | 27  | ニコ・ヒュルケンベルグ     | ルノー                          | 1:38.781 | 1:38.138 | 1:38.282 | 7    |
| 8                   | 11  | セルジオ・ペレス           | フォース・インディア-メルセデス | 1:38.601 | 1:38.359 | 1:38.374 | 8    |
| 9                   | 31  | エステバン・オコン         | フォース・インディア-メルセデス | 1:38.896 | 1:38.392 | 1:38.397 | 9    |
| 10                  | 19  | フェリペ・マッサ           | ウィリアムズ-メルセデス         | 1:38.629 | 1:38.565 | 1:38.550 | 10   |
| 11                  | 14  | フェルナンド・アロンソ     | マクラーレン-ホンダ             | 1:38.820 | 1:38.636 |          | 11   |
| 12                  | 55  | カルロス・サインツ         | ルノー                          | 1:38.810 | 1:38.725 |          | 12   |
| 13                  | 2   | ストフェル・バンドーン     | マクラーレン-ホンダ             | 1:38.777 | 1:38.808 |          | 13   |
| 14                  | 20  | ケビン・マグヌッセン       | ハース-フェラーリ               | 1:39.395 | 1:39.298 |          | 14   |
| 15                  | 18  | ランス・ストロール         | ウィリアムズ-メルセデス         | 1:39.503 | 1:39.646 |          | 15   |
| 16                  | 8   | ロマン・グロージャン       | ハース-フェラーリ               | 1:39.516 |          |          | 16   |
| 17                  | 10  | ピエール・ガスリー         | トロ・ロッソ                    | 1:39.724 |          |          | 17   |
| 18                  | 94  | パスカル・ウェーレイン     | ザウバー-フェラーリ             | 1:39.930 |          |          | 18   |
| 19                  | 9   | マーカス・エリクソン       | ザウバー-フェラーリ             | 1:39.994 |          |          | 19   |
| 20                  | 28  | ブレンドン・ハートレイ     | トロ・ロッソ                    | 1:40.471 |          |          | 20 1 |
| 107% time: 1:44.170 |     |                            |                                 |          |          |          |      |
| ソース              |     |                            |                                 |          |          |          |      |

追記
- ^1 - ハートレイはFP1で4基を超えるパワーユニット交換（9基目のMGU-H）を行ったため10グリッド降格[14]

## 決勝
2017年11月26日 17:00
気温24度、路面温度31度、湿度47％、快晴のドライコンディション。
バルテリ・ボッタスがルイス・ハミルトンを抑え切り、ポール・トゥ・ウィンを飾ったもののセバスチャン・ベッテルが3位となったため、ドライバーズランキング2位はベッテル、3位はボッタスのまま変わらず、レギュレーションの大改革が行われた2014年から続いていたメルセデス勢による4年連続上位独占とはならなかった。なお、ハミルトンはシーズン全戦入賞を達成している。コンストラクターズランキングはルノーのニコ・ヒュルケンベルグが6位入賞、トロ・ロッソはノーポイントに終わったため、ルノーがトロ・ロッソを逆転して6位、トロ・ロッソは7位となった。F1最後のレースとなったフェリペ・マッサは10位入賞を果たした。
ボッタス、ハミルトン、ベッテルによる表彰式が行われた際、フォーミュラワン・グループのオーナーであるリバティメディアは、2018年から使用するF1の新しいロゴを発表した。

### 結果
| Pos.   | No. | ドライバー                 | コンストラクター                | 周回数 | タイム/リタイア | Grid | Pts. |
| ------ | --- | -------------------------- | ------------------------------- | ------ | --------------- | ---- | ---- |
| 1      | 77  | バルテリ・ボッタス         | メルセデス                      | 55     | 1:34:14.062     | 1    | 25   |
| 2      | 44  | ルイス・ハミルトン         | メルセデス                      | 55     | +3.899          | 2    | 18   |
| 3      | 5   | セバスチャン・ベッテル     | フェラーリ                      | 55     | +19.330         | 3    | 15   |
| 4      | 7   | キミ・ライコネン           | フェラーリ                      | 55     | +45.386         | 5    | 12   |
| 5      | 33  | マックス・フェルスタッペン | レッドブル-タグ・ホイヤー       | 55     | +46.269         | 6    | 10   |
| 6      | 27  | ニコ・ヒュルケンベルグ 1   | ルノー                          | 55     | +1:25.713       | 7    | 8    |
| 7      | 11  | セルジオ・ペレス           | フォース・インディア-メルセデス | 55     | +1:32.062       | 8    | 6    |
| 8      | 31  | エステバン・オコン         | フォース・インディア-メルセデス | 55     | +1:38.911       | 9    | 4    |
| 9      | 14  | フェルナンド・アロンソ     | マクラーレン-ホンダ             | 54     | +1 Lap          | 11   | 2    |
| 10     | 19  | フェリペ・マッサ           | ウィリアムズ-メルセデス         | 54     | +1 Lap          | 10   | 1    |
| 11     | 8   | ロマン・グロージャン       | ハース-フェラーリ               | 54     | +1 Lap          | 16   |      |
| 12     | 2   | ストフェル・バンドーン     | マクラーレン-ホンダ             | 54     | +1 Lap          | 13   |      |
| 13     | 20  | ケビン・マグヌッセン       | ハース-フェラーリ               | 54     | +1 Lap          | 14   |      |
| 14     | 94  | パスカル・ウェーレイン     | ザウバー-フェラーリ             | 54     | +1 Lap          | 18   |      |
| 15     | 28  | ブレンドン・ハートレイ     | トロ・ロッソ                    | 54     | +1 Lap          | 20   |      |
| 16     | 10  | ピエール・ガスリー         | トロ・ロッソ                    | 54     | +1 Lap          | 17   |      |
| 17     | 9   | マーカス・エリクソン       | ザウバー-フェラーリ             | 54     | +1 Lap          | 19   |      |
| 18     | 18  | ランス・ストロール         | ウィリアムズ-メルセデス         | 54     | +1 Lap          | 15   |      |
| Ret    | 55  | カルロス・サインツ         | ルノー                          | 31     | ホイール        | 12   |      |
| Ret    | 3   | ダニエル・リカルド         | レッドブル-タグ・ホイヤー       | 20     | ハイドロリクス  | 4    |      |
| ソース |     |                            |                                 |        |                 |      |      |

ファステストラップ
- バルテリ・ボッタス（メルセデス） 1:40.650（52周目）

ラップリーダー
- バルテリ・ボッタス (Lap 1-21, 25-55)
- ルイス・ハミルトン (Lap 22-24)

追記
- ^1 - ヒュルケンベルグは1周目のペレスとのバトルの際にターン12をカットしてアドバンテージを得たため、5秒ペナルティとペナルティポイント1点（合計5点）が科された[20][21]

## ランキング
|   | 順位 | ドライバー             | ポイント |
| - | ---- | ---------------------- | -------- |
|   | 1    | ルイス・ハミルトン     | 363      |
|   | 2    | セバスチャン・ベッテル | 317      |
|   | 3    | バルテリ・ボッタス     | 305      |
| 1 | 4    | キミ・ライコネン       | 205      |
| 1 | 5    | ダニエル・リカルド     | 200      |

|  | 順位 | コンストラクター                | ポイント |
|  | ---- | ------------------------------- | -------- |
|  | 1    | メルセデス                      | 668      |
|  | 2    | フェラーリ                      | 522      |
|  | 3    | レッドブル-タグ・ホイヤー       | 368      |
|  | 4    | フォース・インディア-メルセデス | 187      |
|  | 5    | ウィリアムズ-メルセデス         | 83       |

- 注：ドライバー、コンストラクター共にトップ5のみ表示。